# Sản phẩm khử mùi không khí

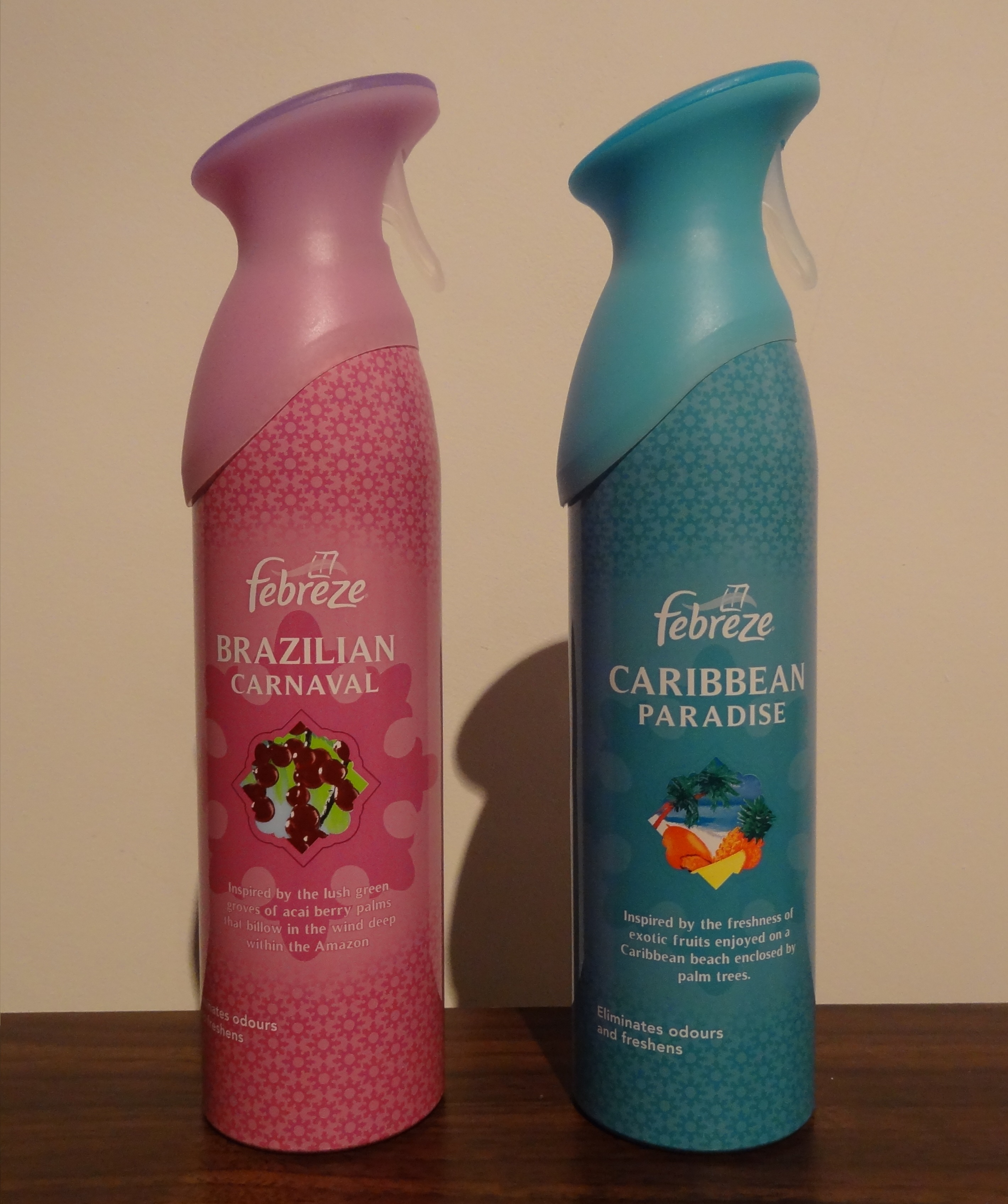
Nước hoa xịt phòng thương hiệu Febreze

Sản phẩm khử mùi không khí hay nước hoa xịt phòng là các sản phẩm giúp giảm mùi hôi hoặc tạo hương thơm dễ chịu trong nhà. Chúng có thể phát hương để che mùi, hấp thụ, thay đổi hoặc loại bỏ các hợp chất gây mùi, thậm chí tiêu diệt vi khuẩn. 
Các sản phẩm này có nhiều dạng như xịt, nến, gel, bộ khuếch tán, máy phun sương, bình xịt tự động và loại cắm điện. Chúng được sử dụng trong nhiều không gian như nhà ở, văn phòng, xe hơi và khu vệ sinh. Một số thành phần có thể gây dị ứng hoặc hen suyễn và một số sử dụng nguyên liệu hữu cơ.

## Lịch sử
Con người đã sử dụng các hợp chất thơm để che mùi hôi từ thời cổ đại. Qua hàng ngàn năm, nhiều phương pháp và hợp chất khác nhau đã được dùng để tạo mùi thơm dễ chịu hoặc loại bỏ mùi khó chịu trong không gian sống. Những hoạt động này thường gắn liền với các nghi lễ tôn giáo hoặc tín ngưỡng, chẳng hạn như việc dùng nhang, hoặc liên quan đến sức khỏe và vệ sinh. Các sản phẩm khử mùi không khí thương mại xuất hiện vào cuối thế kỷ 19, trùng với thời kỳ ra đời của các hương liệu tổng hợp. Tuy nhiên, mãi đến những năm 1940, các sản phẩm khử mùi không khí mới trở nên phổ biến rộng rãi.

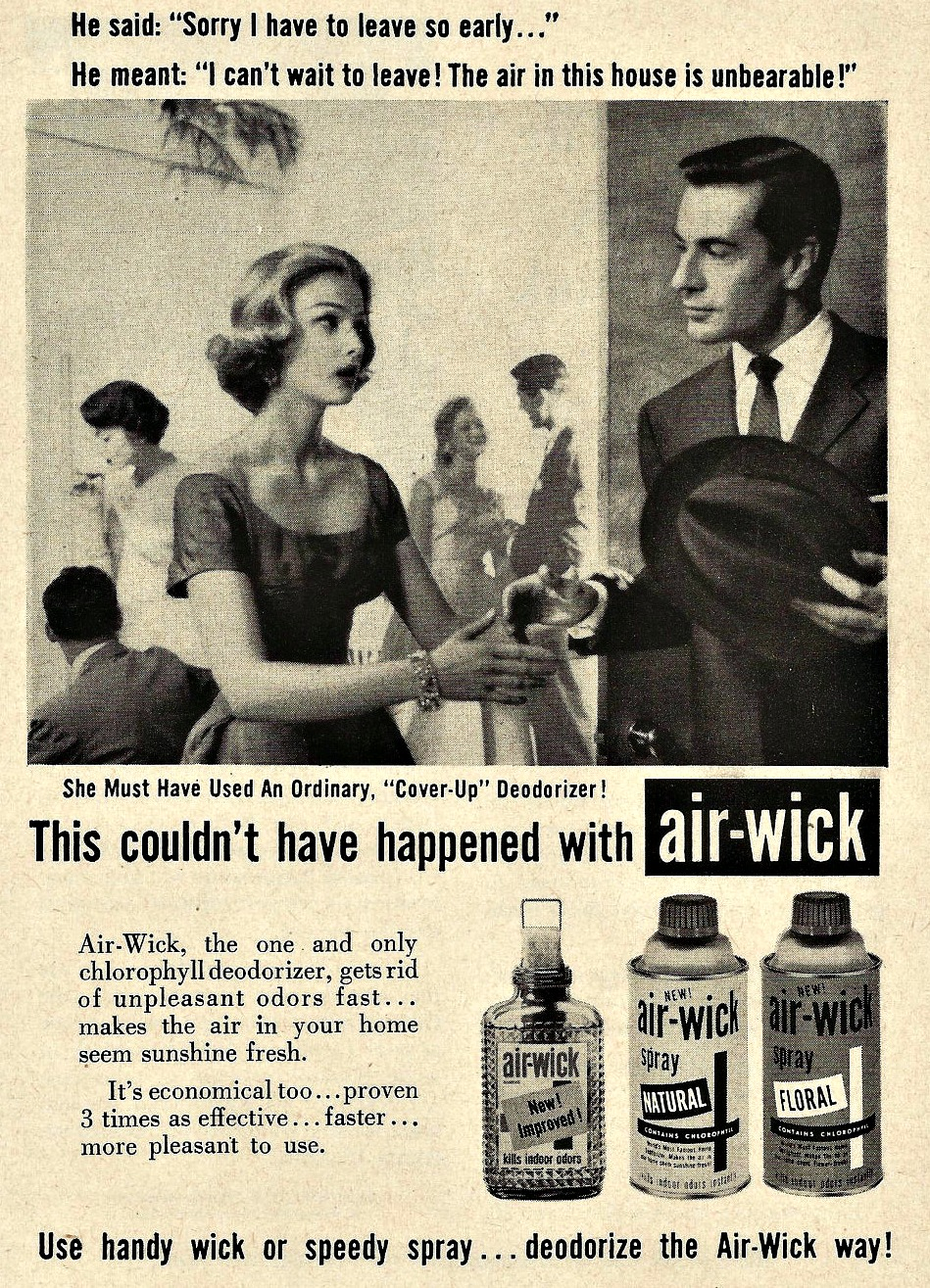
Quảng cáo Air Wick năm 1957

Năm 1939, thương hiệu Air Wick ra mắt tại Hoa Kỳ với sản phẩm khử mùi không khí dạng lỏng, hoạt động nhờ bay hơi qua tim bấc. Sản phẩm khẳng định loại bỏ mùi hôi nhờ diệp lục, thay vì chỉ che giấu mùi. Đến những năm 1950, các nhà khoa học đã bắt đầu đặt câu hỏi về hiệu quả của diệp lục trong việc khử mùi. Từ năm 1947 đến 1951, doanh thu của công ty đạt 7 triệu đô la với các sản phẩm khử mùi không khí.
Sản phẩm khử mùi không khí đầu tiên sử dụng quạt để khuếch tán hương thơm ra đời vào năm 1946, do công ty Surco phát hành dưới thương hiệu Air-Scent vào năm 1948.
Tại Hoa Kỳ, bình xịt khí dung thương mại ra đời vào năm 1948,  dựa trên công nghệ quân sự phun thuốc diệt côn trùng. Sản phẩm này tạo ra một màn sương thơm, tồn tại lâu trong không khí.
Trong những năm 1950, nhiều công ty bắt đầu bổ sung các chất phản ứng với mùi vào sản phẩm. Các chất này, nhằm trung hòa hoặc loại bỏ mùi hôi, bao gồm các ester không bão hòa, tiền polyme và aldehyde chuỗi dài.
Vào những năm 1980, thị trường nước hoa xịt phòng chuyển sang các phương pháp khác do lo ngại rằng chất đẩy chlorofluorocarbon (CFC) trong bình xịt có thể gây hại cho tầng ôzôn. Kể từ đó, nhiều phương pháp khử mùi khác đã trở nên phổ biến, bao gồm nước hoa xịt phòng dạng miếng để dưới ghế, nến thơm, máy khuếch tán tinh dầu, potpourri và các sản phẩm tỏa hương bằng nhiệt.